# Ein ganzer Kerl für Mama
Ein ganzer Kerl für Mama ist eine deutsche Filmkomödie und ein Liebesfilm des Regisseurs Zoltan Spirandelli aus dem Jahr 2002. In der Hauptrolle verkörpert Nina Kronjäger die Rechtsanwältin und alleinerziehende Mutter von zwei Kindern Tanja Bergmann.

## Handlung
Höchstdramatisch wird sofort zu Beginn eine lebensgefährliche Situation suggeriert: Eine Frau versucht, scheinbar im Kampf um ihr Leben, in ein Schlauchboot zu gelangen; verfolgt wird sie dabei von einem bedrohlich aussehenden Mann, der sich ebenfalls im Wasser befindet. Nachdem es ihr gelungen ist, in das Boot zu gelangen, versucht sie, sich den Mann vom Leib zu halten, indem sie ihn immer wieder unter Wasser drückt und mit einem Paddel nach dem vermeintlichen Angreifer schlägt.
Der Zuschauer ahnt, dass hier bereits das Ende der Handlung wiedergegeben wurde, denn unvermittelt beginnt der Film noch einmal, diesmal jedoch unaufgeregt: Tanja Bergmann beabsichtigt, mit ihren Kindern Moritz und Friederike einen Urlaub am Meer zu verbringen. Am Flughafen in Cannes angekommen wird deutlich, dass Tanja mit ihren Kindern einen vierwöchigen Urlaub an der Côte d’Azur vor sich hat, in dem alles anders sein soll, wie gewohnt: Tanja möchte ab sofort mit dem Rauchen aufhören und gleichzeitig eine strenge Diät machen.
Im Appartement angekommen müssen sie feststellen, dass es kurz zuvor darin gebrannt haben muss: Die Eingangstür fällt nach einer leichten Berührung aus ihrem Rahmen, die Wände und die Einrichtung sind verrußt und die Fenster sind notdürftig mit Brettern vernagelt worden. Daraufhin wird den Urlaubern ein Ferienhaus angeboten, was viel größer und komfortabler ist, als das ursprünglich gemietete Appartement.
Kurz darauf wird jedoch klar, dass das Haus, aufgrund eines Versehens, zur gleichen Zeit auch an den Schriftsteller Paul Wackernagel vermietet wurde, der es sich ausgesucht hat, um dort in Ruhe ein Buch zu schreiben. Da es weder für Tanja noch für Paul eine Alternative gibt, bewohnen sie gemeinsam das Haus. Nach anfänglichen Querelen freundet sich Paul mit Moritz an, und letztlich auch mit Tanja, die ihn zunächst am Schreiben hindern wollte, da sie Art von Büchern nicht mag.
Auf einer Gartenparty, bei der Paul und Tanja im Swimmingpool landen, geraten die beiden zunächst in Streit, doch am Ende versöhnen sie sich wieder. Paul verzeiht Tanja, dass aufgrund ihrer Störungen aus dem Buch etwas ganz anderes geworden ist, als das, was Paul ursprünglich geplant hatte. Ganz am Schluss beichtet er ihr seine Liebe zu ihr, woraufhin sie ihn leidenschaftlich küsst. 
Nun wird auch der Beginn der Handlung klar, der lediglich in einer düsteren Lichtstimmung aufgenommen und mit einer dramatischen Musik untermalt wurde, um dem Zuschauer zunächst einen vollkommen anderen Eindruck der folgenden Handlung zu vermitteln.

## Produktion
Die Produzentin Dagmar Rosenbauer produzierte den Film im Jahr 2002 mit ihrer eigenen Produktionsfirma Cinecentrum – Deutsche Gesellschaft für Film- und Fernsehproduktion mbH (Hamburg) im Auftrag von Sat.1.

## Kritik
Der Filmkritiker Rainer Tittelbach urteilt abwertend: „Macho-Autor trifft auf Advokaten-Zicke. Das TV-Komödien-typische Kontrastprogramm. Der Film beginnt bemüht, zieht an und landet dann doch wieder in der deutschen Klamotte. Mehr Peter Alexander als Cary Grant, mehr Uschi Glas als Katherine Hephurn. Schade!“
Das Lexikon des internationalen Films resümiert: „Wenig originelle Geschichte, die ein vertrautes romantisches Komödien-Szenario durchbuchstabiert.“

## Erstausstrahlung und abweichende Filmtitel im Ausland
Ein ganzer Kerl für Mama wurde am 8. Oktober 2002 erstmals auf Sat.1 ausgestrahlt. In Ungarn kam der Film unter dem Titel Nyaralás francia módra am 24. Dezember 2005 zur Ausstrahlung.